# Арестуването на един джебчия
„Арестуването на един джебчия“ (на английски: The Arrest of a Pickpocket) е британски късометражен криминален ням филм от 1895 година, заснет от продуцента и режисьор Бърт Ейкрис. Смята се за първия в историята на кинематографията британски игрален филм. Снимките са протекли през април същата година.

## Сюжет
Филмът показва как един полицай арестува джебчия с помощта на преминаващ в същото време покрай тях моряк.

## Интересни факти
В продължение на десетилетия филма е бил смятан за изгубен, преди случайно да бъде открито копие от него, престояло шетдесет години на чардака в дома на 79-годишния пенсионер Франк Уилямс в Ридич, западна Англия. След като е бил реставриран, е излъчен в рамките на „Фестивала на немите филми“ във Венеция, Италия през 2006 година.